# Nadia Cattouse
Nadia Evadne Cattouse (Ciudad de Belice, 2 de noviembre de 1924-Londres, 29 de octubre de 2024) fue una actriz, cantante y compositora británica nacida en la Honduras británica.
Cattouse comenzó su carrera como actriz en pantalla en 1954, y es conocida por sus papeles en muchos programas de televisión británicos, incluidos Angels, Play for Today, Crown Court, Within These Walls, Dixon of Dock Green y Johnny Jarvis.

## Biografía

### Primeros años y carrera
Nadia Evadne Cattouse nació en la ciudad de Belice el 2 de noviembre de 1924. Su padre, Albert Cattouse, fue un funcionario público que llegó a ser vice primer ministro de Honduras Británica.
En 1943, durante la Segunda Guerra Mundial, llegó a Gran Bretaña como voluntaria y se formó en Edimburgo, Escocia, como operadora de señales. También se convirtió en instructora de entrenamiento físico a tiempo parcial con la ATS. Posteriormente asistió a una escuela de formación de maestros en Glasgow y, al graduarse, regresó a Honduras Británica, donde fue directora de una escuela de la Misión y dio conferencias sobre educación infantil en la Escuela de Formación de Maestros y en cursos de verano.
Regresó a Gran Bretaña en 1951 y estudió Ciencias Sociales en la London School of Economics, donde realizó algunas actuaciones y canto para pagar sus estudios universitarios. Comenzó su carrera televisiva en 1954. Apareció en dos producciones televisivas ganadoras de premios, Freedom Road: Songs of Negro Protest (1964) y There I Go, y apareció en el escenario como Felicity en The Blacks de Jean Genet. Entre sus canciones más destacadas como cantante folk se incluyen "Long Time Boy"  y "Red and Green Christmas".
Como cantante en la década de 1960, actuó en el club de folk y blues Les Cousins en Greek Street, Londres, y apareció en programas de televisión como Sing Along y Hootenanny de la BBC. En la escena folklórica, fue contemporánea de Julie Felix y Fairport Convention, y Melody Maker la llamó «una de las gigantes del resurgimiento de la canción folklórica en Gran Bretaña».  Con Robin Hall y Jimmie Macgregor hizo Songs of Grief & Glory (1967). Su álbum Earth Mother (1970) fue grabado parcialmente en el Festival de Edimburgo de 1969. Entre otras compilaciones, Cattouse aparece en Cult Cargo: Belize City Boil Up (2005), cantando "Long Time Boy", y en el álbum de 1972 Club Folk 2 (Peg Records PS3), cantando "BC People"  y "All Around My Grandmother's Floor".

### Vida personal y muerte
Cattouse se casó con el compositor y arreglista David Lindup (1928-1992) en 1958, y su hijo Mike Lindup es el tecladista de la banda de jazz-funk new wave Level 42. Murió en Londres el 29 de octubre de 2024, cuatro días antes de cumplir 100 años.

## Premio
- En septiembre de 2009, recibió el Premio al Servicio Meritorio del Gobierno de Belice, que expresó: «en reconocimiento a su avance en la conciencia social, cultural y política entre los beliceños y otros pueblos caribeños en el Reino Unido.»

## Discografía seleccionada

### Álbumes
- Nadia Cattouse (Reality, 1966)
- Earth Mother (RCA Internacional, 1970)

### Sencillos
- "The Boy Without a Heart" / "Long Time, Boy" (1961)
- "Run Joe" / "Bahamas Lullaby" (1961)
- "Port Mahon" / "A Little More Oil" (1965)
- "Beautiful Barbados" / "Turn Around" (Reality / RE 503)
- "It's Hard to See" / "Desert Sand" (LIV/SP/93)

### Recopilaciones
- Edinburgh Folk Festival Vol. 1 (1963)
- Edinburgh Folk Festival Vol. 2 (1964)
- Freedom Road: Songs of Negro Protest (Fontana, 1964)
- Songs from ABC Television's "Hallelujah" (Fontana, 1966)
- Songs Of Grief And Glory" (Fontana, 1967)
- 49 Greek Street (RCA / RCA SF8118, 1970; RCA / JASKCD193, 2007)
- Club Folk Volume 1 (Peg, 1972)[10]
- Club Folk Volume 2 (Peg, 1972)[10]
- Cult Cargo: Belize City Boil Up (Número, 2005)